# Дижестив

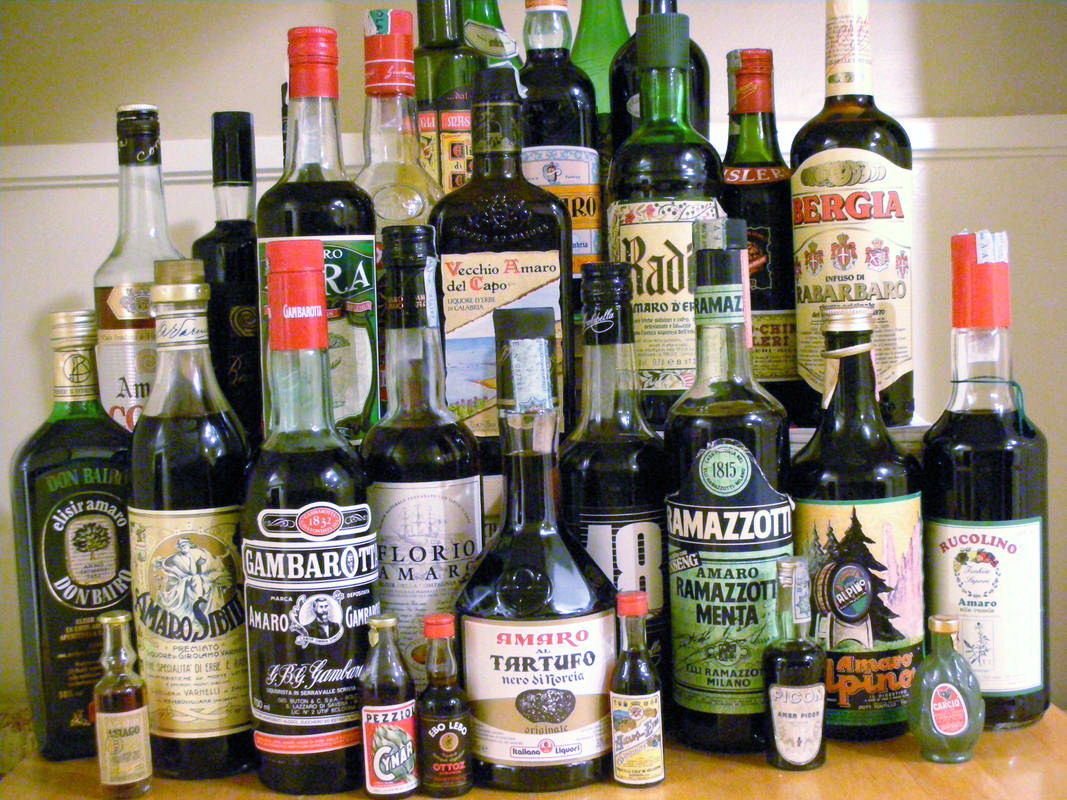
Итальянские дижестивы из группы амаро

Дижести́в (от лат. digestivus, фр. digestif «средство, способствующее пищеварению») — общее название напитков, которые подают после еды. Считается, что дижестив помогает перевариванию пищи. В Средние века во Франции в конце трапезы пили напиток на основе вина, сахара и пряностей.
Дижестив можно сравнить с аперитивом, подаваемым перед едой, но дижестив обычно более крепкий. Существует негласное правило: подавать светлые напитки в качестве аперитива, а тёмные — как дижестив.
Обычно это коньяк, арманьяк и другие разновидности бренди или виски, такие как граппа, кальвадос. Дижестивом могут служить ликёры и бальзамы, а также креплёные вина с насыщенным вкусом — херес, мадера, портвейн. Крепкие напитки используются потому, что вкус тонких, лёгких вин не будет восприниматься после обильной трапезы. Считается также, что дижестив нужно сочетать с употреблявшимися за трапезой напитками. Так, если еда сопровождалась пивом, то солодовый виски окажется более уместным, нежели коньяк или арманьяк.
В качестве дижестива употребляются и некоторые виды коктейлей. Безалкогольные напитки, такие как чай или кофе, хотя обычно и пьются после еды, дижестивами не считаются.

## Коктейли-дижестивы
Коктейли-дижестивы — один из видов дижестивов, коктейли и смешанные напитки (миксы, mix-drinks), которые традиционно пьют во время или после еды, так как их состав способствует усвоению пищи.
Это большая группа самых различных коктейлей с разнообразными вкусовыми оттенками — кислым, сладким, кисло-сладким и т. д. Такое разнообразие объясняется тем, что для приготовления коктейлей-дижестивов используют самые разные напитки и продукты: крепкоалкогольные напитки и вина, ликеры и сиропы, фруктовые соки, яйца, мёд, сливки и т. д.
В зависимости от вкуса коктейлей, а следовательно, и от компонентов, входящих в рецептуру, и приёмов приготовления они делятся на многочисленные подгруппы:
- Коктейли сауэр
- Коктейли фрозен
- Коктейли флип
- Коктейли смэш
- Коктейли со сливками
- Слоистые коктейли